# Tanki Daigaku
Tanki Daigaku (jap. 短期大学; aus tanki, dt. „kurze Dauer“, und daigaku, „Hochschule“; kurz: Tandai (短大)) bezeichnet eine japanische Hochschulform. Tanki Daigaku wird im Englischen als junior college oder community college und im Deutschen als Kurzuniversität, Kurzhochschule oder Halbhochschule übersetzt.

## Gesetzliche Definition
Nach §108 vom japanischen Schul‑ und Erziehungsgesetz (jap. 学校教育法, Gakkō kyōiku hō) ist eine Tanki Daigaku
- eine Hochschule mit dem Hauptziel, für den Beruf oder im Alltagsleben notwendige Fähigkeiten zu bilden (§108 (1); beschränkter als das Ziel der Daigaku, nach §83 (1));
- eine Hochschule mit zwei oder drei Jahren Dauer (§108 (2); nicht vierjährig [Medizin/Pharmazie: sechsjährig] wie Daigaku nach §87).

Eine Tanki Daigaku besteht
- nicht aus gakubu (学部, Fakultät(en); §108 (4)),
- sondern nur aus gakka (学科, Abteilung(en); §108 (5)).

Eine Tanki Daigaku kann
- Abendkurse oder Fernstudiengänge einrichten (§108 (6)), aber
- keine Graduate Schools (Masterstudiengänge / Doktorkurse) einrichten (§108 (8)).

Die Absolventen/-innen einer Tanki Daigaku können den Abschluss Associate Degree (短期大学士, tanki daigakushi) erhalten (§104 (3), seit 2005). Sie können vierjährige Hochschulen weiter besuchen (§108 (7)).
Einige Tanki Daigaku setzen Aufbaukurse (専攻科, senkō-ka); Absolventen/-innen der Aufbaukurse können den Bachelor-Abschluss erhalten (das NIAD-UE vergibt ihn; §104 (4)-1).

## Geschichte

Tanki Daigaku und ältere Fachschulen

Durch die japanische Bildungsreform nach dem Pazifikkrieg wurden die früheren Oberschulen (高等学校, kōtō gakkō, engl. higher schools) und Fachschulen (専門学校, semmon gakkō, engl. specialized schools) zu den vierjährigen Daigaku (Hochschulen / Universitäten) umgewandelt. Einige Fachschulen besaßen aber nicht genug Professoren oder Einrichtungen um den Daigaku-Status zu erhalten. Diese wurden ab 1950 zu den Tanki Daigaku. Damit wurde der Hochschultyp Tanki Daigaku als temporäre Maßnahme begonnen, seit 1964 ist er ein dauerhaftes System.
Die Tanki Daigaku werden von mehr Studentinnen als Studenten besucht. Im Jahr 1971 machten Frauen etwa 83 Prozent der Studentenzahl der Tanki Daigaku aus, während bei den Daigaku ihr Anteil lediglich 18 Prozent an der Studentenschaft betrug. Die meisten Tanki Daigaku waren private Einrichtungen mit Literatur, Fremdsprachen, Hauswirtschaft und Pflegewissenschaft als Fachgebiet.
Aufgrund einiger zeitintensiver Fachgebiete wie z. B. Pflegewissenschaft, wurden viele Tanki Daigaku später zu den vierjährigen Daigaku erhoben. Im Jahr 1971 gab es in Japan 389 Daigaku und 486 Tanki Daigaku; im Jahr 2008 752 Daigaku und 385 Tanki Daigaku.